# Atelestus pulicarius
Atelestus pulicarius is een vliegensoort uit de familie van de Atelestidae. De wetenschappelijke naam van de soort is voor het eerst geldig gepubliceerd in 1816 door Fallen.